# Jordens placering i universum
Kunskap om jordens placering i universum har formats av 400 års teleskopobservationer, och har utvidgats kraftigt under det senaste seklet.
Inledningsvis troddes jorden vara universums centrum, som endast bestod av planeterna som är synliga med blotta ögat och en avvikande sfär av fixstjärnor.
Efter acceptansen av den heliocentriska modellen under 1600-talet, visade observationer av William Herschel och andra att solen låg inom en stor, skivformad galax av stjärnor.
Under 1900-talet visade observationer av spiralnebulosor att vår galax var en av miljarder i ett expanderande universum, grupperade i galaxhopar och superhopar. Under 2000-talet blev den övergripande strukturen av det synliga universum tydligare, med superhopar som bildas till en stor väv av galaxfilament och tomrum. Superhopar, galaxfilament och tomrum är sannolikt de största sammanhängande strukturerna som finns i universum. Vid ännu större skalor (över 1 000 megaparsec)[e] blir universum homogent, vilket innebär att alla dess delar i genomsnitt har samma densitet, sammansättning och struktur.
Eftersom det inte tros finnas något "centrum" eller någon "kant" i universum finns det ingen särskild referenspunkt för att rita den totala placeringen av jorden i universum. Jorden är i centrum för det observerbara universum eftersom dess observerbarhet bestäms av dess avstånd från jorden. Hänvisning kan göras till jordens position i förhållande till specifika strukturer, som finns på olika skalor. Det är fortfarande obestämt om universum är oändligt.
| Jorden i universum | Jorden i universum                                 | Jorden i universum | Jorden i universum          |
| Objekt | Storlek                                            | Anmärkningar | Källor                      |
| --- | -------------------------------------------------- | --- | --------------------------- |
| Jorden | 12 700 km i diameter                               | Utgångspunkt; residens för mänskligheten. | [ 6 ]                       |
| Georymden | 63 000 km solavdelad sida; 6 300 000 km bakre sido | Magnetosfären; rymden som domineras av jordens magnetfält. | [ 7 ]                       |
| Månvarv | 770 000 km tvärsöver                               | Den genomsnittliga diametern av ett månvarv i förhållande till jorden. | [ 8 ]                       |
| Jordvarv | 300 miljoner km tvärsöver 2 AE tvärs över[a]       | Den genomsnittliga diametern av ett jordvarv i förhållande till solen. Innehåller solen, Merkurius och Venus. | [ 9 ]                       |
| Inre solsystemet | 6 AE tvärsöver                                     | Innehåller solen, de inre planeterna (Merkurius, Venus, Jorden och Mars) och asteroidbältet. | [ 10 ]                      |
| Yttre solsystemet | 60 AE tvärsöver                                    | Omger det inre solsystemet; omfattar de yttre planeterna (Jupiter, Saturnus, Uranus och Neptunus). | [ 11 ]                      |
| Kuiperbältet | 96 AE tvärsöver                                    | Bälte av isiga föremål som omger det yttre solsystemet. Innehåller dvärgplaneterna Pluto, Haumea och Makemake. | [ 12 ]                      |
| Heliosfären | 160 AE tvärsöver                                   | Maximal omfattning av solvinden och interplanetära mediet. | [ 13 ] [ 14 ]               |
| Scattered disc | 200 AE tvärsöver                                   | Region med glest utspridda isiga föremål som omger Kuiperbältet. Innehåller dvärgplanet Eris. | [ 15 ]                      |
| Oorts kometmoln[b] | 100 000–200 000 AE tvärsöver 2–4 ljusår[c]         | Sfäriskt skal med över en biljon kometer. | [ 16 ]                      |
| Solsystemet | 4 ljusår tvärsöver                                 | Solen och dess planetsystem. Vid denna punkt, ger solens gravitation vägen till den hos omgivande stjärnor. | [ 17 ]                      |
| Lokala interstellära molnet | 30 ljusår tvärsöver                                | Interstellärt moln av gas genom vilket solen och ett antal andra stjärnor för närvarande passerar.[d] | [ 18 ]                      |
| Lokala bubblan | 210–815 ljusår tvärsöver                           | Kavitet i interstellära mediet i vilket solen och ett antal andra stjärnor för närvarande passerar.[d] Orsakad av en tidigare supernova. | [ 19 ] [ 20 ]               |
| Goulds bälte | 3 000 ljusår tvärsöver                             | Ring av unga stjärnor genom vilken solen närvarande passerar.[d] | [ 21 ]                      |
| Orionarmen | 10 000 ljusår i längd                              | Spiralarmen i Vintergatan genom vilken solen för närvarande passerar.[d] | [ 22 ]                      |
| Solsystemets omloppsbana | 56 000 ljusår tvärsöver                            | Den genomsnittliga diametern av solsystemets omloppsbana i förhållande till det galaktiska centrum. Solens omloppsradie är ungefär 28 000 ljusår, eller drygt halvvägs till den galaktiska randen. Solsystemets omloppstid varar mellan 225 och 250 miljoner år.                                                                                   | [ 23 ] [ 24 ]               |
| Vintergatan | 100 000 ljusår tvärsöver                           | Solsystemets hemgalax, bestående av 200 miljarder till 400 miljarder stjärnor och fylld med det interstellära mediet. | [ 25 ] [ 26 ]               |
| Vintergatans undergrupp | 2,74 miljoner ljusår tvärsöver, 0,84 megaparsec[e] | Vintergatan och satellitgalaxerna som är gravitationellt bundna till den, såsom Skytten, Ursa-Minor-dvärggalaxen och Stora hunden. Citerat avstånd är omloppsdiametern på Leo T, den mest avlägsna galaxen i Vintergatans undergrupp. | [ 27 ]                      |
| Lokala galaxhopen | 3 megaparsec tvärsöver                             | Grupp av minst 47 galaxer, som domineras av Andromedagalaxen (den största), Vintergatan och Triangelgalaxen; resten är dvärggalaxer. | [ 28 ]                      |
| Lokala flaket | 7 megaparsec tvärsöver                             | Grupp av galaxer, inklusive lokala galaxhopen som rör sig med samma relativa hastighet mot Virgohopen och bort från Lokala tomrummet. | [ 29 ] [ 30 ]               |
| Virgosuperhopen | 33 megaparsec tvärsöver                            | Superhopen där vår lokala galaxhop är en del; omfattar cirka 100 galaxhopar, centrerade till Virgohopen. | [ 31 ] [ 32 ]               |
| Laniakea | 160 megaparsec tvärsöver                           | En grupp förbunden med superhoparna varav vår lokala galaxhop är en del; omfattar ungefär 300–500 galaxhopar, centrerade till Stora attraktorn i Hydra-Centaurus superhop. | [ 33 ] [ 34 ] [ 35 ] [ 36 ] |
| Observerbara universum | 28 000 megaparsec tvärsöver                        | En överbyggnad av den storskaliga strukturen av universum som består av mer än 100 miljarder galaxer i miljontals superhopar, galaxfilament och tomrum. | [ 37 ] [ 38 ]               |
| Universum | Minst 28 000 megaparsec; möjligen oändligt         | Bortom det observerbara universum ligger de icke-observerbara regionerna från vilka inget ljus har nått jorden ännu. Ingen information finns tillgänglig, då ljus är det snabbaste resemediet för information. Eftersom det inte finns någon anledning att anta olika naturlagar, innehåller universum sannolikt fler galaxer i samma överbyggnad. |                             |
| Bortom universum | oändligt                                           | Universum kan vara en del av ett multiversum, ett omniversum eller ett annat hypotetiskt begrepp. |                             |
| a 1 AE eller astronomisk enhet är avståndet mellan jorden och solen, eller 150 miljoner km. Jordens omloppsdiameter är dubbelt dess omloppsradie, eller 2 AE. b Existensen är hypotetisk. c Ett ljusår är sträckan som ljuset färdas i vakuum på ett år; motsvarande 9,46 biljoner km eller 63 200 AE. d Solen är inte gravitationellt bunden till några större strukturer inom galaxen. Dessa regioner markerar helt enkelt sin nuvarande plats i sin bana runt galaxens centrum. e En megaparsec motsvarar en miljon parsec eller 3,26 miljoner ljusår. En parsec är det avstånd som en stjärnas parallax sett från jorden är lika med en bågsekund. |                                                    | |                             |

## Film
Den amerikanska dokumentärfilmen Tiopotenser från 1977 representerar universums på den tiden forskningsgrundade skalor, upp till 1024 meter (cirka 32 megaparsec), det vill säga i storleksordningen av Virgosuperhopen.